# Assiomi di Kolmogorov
Gli assiomi di Kolmogorov sono una parte fondamentale della teoria della probabilità di Andrey Kolmogorov. In essi, la probabilità P di qualche evento E, indicata come {\displaystyle P(E)}, è definita in modo da soddisfare questi assiomi. Gli assiomi sono descritti di seguito. 
Questi assiomi possono essere riassunti come segue: Sia (Ω, F, P) uno spazio mensurale con P(Ω) = 1. Allora (Ω, F, P) è lo spazio delle probabilità, con spazio campionario Ω, spazio degli eventi F e misura della probabilità P.
Un approccio alternativo alla formalizzazione della probabilità, proposto da alcuni bayesiani, è dato dal teorema di Cox.

## Assiomi

### Primo assioma
La probabilità di un evento è un numero reale non negativo: 
{\displaystyle P(E)\in \mathbb {R} ,P(E)\geq 0\qquad \forall E\in F}
dove {\displaystyle F} è lo spazio degli eventi. Segue che {\displaystyle P(E)} è sempre finito, in contrasto con la più generale teoria della misura. Teoria che assegna probabilità negativa in relazione al primo assioma.

### Secondo assioma
La probabilità dell'intero spazio campione è 1 (Ipotesi della misura unitaria) 
{\displaystyle P(\Omega )=1.}

### Terzo assioma
Qualsiasi sequenza numerabile di insiemi disgiunti (sinonimo di eventi reciprocamente esclusivi) {\displaystyle E_{1},E_{2},\ldots } soddisfa
{\displaystyle P\left(\bigcup _{i=1}^{\infty }E_{i}\right)=\sum _{i=1}^{\infty }P(E_{i}).}
Alcuni autori considerano unicamente spazi di probabilità puramente additivi, in tal caso è necessaria solo un'algebra di insiemi, piuttosto che una σ-algebra . 

## Conseguenze
Dagli assiomi di Kolmogorov si possono dedurre altre regole utili per il calcolo delle probabilità. 

### La probabilità dell'insieme vuoto
{\displaystyle P(\varnothing )=0.}
In alcuni casi, {\displaystyle \varnothing } non è l'unico evento con probabilità 0.

### Monotonicità
{\displaystyle \quad {\text{se}}\quad A\subseteq B\quad {\text{allora}}\quad P(A)\leq P(B).}
Se A è un sottoinsieme di B, o uguale a B, allora la probabilità di A è inferiore o uguale alla probabilità di B. 
Dimostrazione:
P(B) = P(B∩Ω) = P(B∩(Ac∪A)) = P((B∩A)∪(B∩Ac)) = P((B∩A) + P(B∩Ac) = P(A) + P(B∩Ac) >= P(A)  

### L'intervallo di definizione
Segue immediatamente dalla proprietà di monotonicità che 
{\displaystyle 0\leq P(E)\leq 1\qquad \forall E\in F.}

## Ulteriori conseguenze
Un'altra proprietà importante è: 
{\displaystyle P(A\cup B)=P(A)+P(B)-P(A\cap B).}
Questa è chiamata la legge addizionale della probabilità, o la regola della somma. Cioè, la probabilità che accada o A o B, è la somma delle probabilità che A accada e che B accada, meno la probabilità che accadranno sia A che B. La dimostrazione di ciò è: 
In primo luogo, 
{\displaystyle P(A\cup B)=P(A)+P(B\setminus A)} (per il terzo Assioma)
Quindi, 
{\displaystyle P(A\cup B)=P(A)+P(B\setminus (A\cap B))} (perché {\displaystyle B\setminus A=B\setminus (A\cap B)}).
E, 
{\displaystyle P(B)=P(B\setminus (A\cap B))+P(A\cap B)}
sottraendo {\displaystyle P(B\setminus (A\cap B))} da entrambe le equazioni otteniamo il risultato voluto.
Un'estensione della legge addizionale a qualsiasi numero di insiemi è il principio di inclusione-esclusione . 
Chiamando B come complemento A c di A nella legge addizionale si ottiene 
{\displaystyle P\left(A^{c}\right)=P(\Omega \setminus A)=1-P(A)}
Cioè, la probabilità che un evento non accada (o il complemento dell'evento) è 1 meno la probabilità che accada. 

## Esempio semplice: lancio della moneta
Prendiano in considerazione il lancio di una singola moneta e presumiamo che esca o testa (T) o croce (C) (ma non entrambe). Non ipotizza che la moneta sia bilanciata. 
Possiamo definire: 
{\displaystyle \Omega =\{C,T\}}
{\displaystyle F=\{\varnothing ,\{C\},\{T\},\{C,T\}\}}
Gli assiomi di Kolmogorov implicano che: 
{\displaystyle P(\varnothing )=0}
La probabilità di non avere testa o croce è 0. 
{\displaystyle P(\{C,T\}^{c})=0}
La probabilità di una testa o croce, è 1. 
{\displaystyle P(\{C\})+P(\{T\})=1}
La somma della probabilità delle teste e delle croci è 1. 